# Каменский, Богдан
Богдан Эдвард Станислав Каменский (пол. Bodgan Edward Stanisław Kamieński; 14 марта 1897, Освенцим — 9 августа 1973, Краков) — польский физикохимик, член Польской АН, специалист по электрохимии и физической химии поверхностных явлений.

## Биография

### Семья
Родители — Владислав Каменский, директор склада книг в Вадовице, и Ядвига Кюн. Жена — Юлия Натансон, дочь Мария.

### Ранние годы
Обучался в гимназии в Вадовице до 1911 года, позднее в гимназии Святой Анны в Кракове с 1911 по 1914 годы и в гимназии Чешина с 1914 по 1915 годы. Был призван в армию Австро-Венгрии, с 1915 по 1918 годы сражался на итальянском фронте Первой мировой войны. После войны поступил в Ягеллонский университет на факультет химии, окончил его в 1923 году (научным руководителем был Т. Эстрайхер).

### Довоенная карьера
Во время обучения Б. Каменский работал ассистентом кафедры неорганической химии с 1920 по 1924 годы, защитил докторскую работу в 1924 году. Через два года стал старшим ассистентом кафедры неорганической химии, в 1929 году получил докторскую степень и звание профессора Львовской политехники. В 1932 году вернулся на работу в Кракове, получил звание профессора Ягеллонского университета и стал руководить кафедрой физической химии и электрохимии философского факультета университета, занимал этот пост до 1967 года.

### В годывойны
6 ноября 1939 Б. Каменский ещё с несколькими преподавателями Ягеллонского университета был арестован немецкими властями в ходе большого рейда в Кракове. Пробыв три недели в тюрьмах Кракова и Бреслау, 27 ноября Каменский отправился в концлагерь Заксенхаузен близ Ораниенбурга. 8 февраля 1940 его освободили и отправили в Краков обратно. С 1942 года он работал на косметическом заводе Miraculum, которой руководил немец Даниэль Бизанц. Тайно Каменский организовывал занятия до 1944 года, работая вместе с профессором Буйвидой по исследованию вакцин и собирая материалы для учебника «Элементы физической химии», опубликованного только в 1947 году.

### Послевоенные годы
После окончания войны, в 1945 году Каменский, будучи профессором Ягеллонского университета и главой кафедры физической химии и электрохимии, стал членом-корреспондентом Польской академии знаний, а с 1949 по 1957 годы был также делегатом Общего собрания при Правлении академии. С 1947 по 1952 годы он также занимал пост декана физико-математического факультета Ягеллонского университета.
С 1952 года Каменский — академик Польской академии наук. В 1964—1969 годах руководил польской делегацией при Международном союзе теоретической и прикладной химии. Также возглавлял кафедру физической химии поверхностных явлений при Институте физической химии Польской академии наук. На пенсию вышел в 1967 году.

### Научные исследования
Основные исследования он проводил в областях физической химии поверхностных явлений, электрохимии, хроматографии и флотации, а также потенциометрии и кондуктометрии. В химии он стал известен преимущественно как автор так называемого хроматопотенциометрического метода в химическом анализе. Также Каменский открыл и описал фотопроводимость карборунда. За свои научные исследования получил государственную награду II степени в 1951 году, а также был удостоен Ордена Возрождения Польши (сначала как кавалер, потом как офицер и командор).